# Gotarze I
Gotarze I (II secolo a.C. – I secolo a.C.) è stato sovrano di parte del dominio partico (95 a.C. circa–90 a.C.).
Era il nipote di Friapazio e giunse al potere durante i turbolenti anni finali del regno di Mitridate II. Il suo nome è menzionato in alcune tavolette astronomiche da Babilonia, dove sembrerebbe aver regnato.